# Hidetoshi Nagasawa
Pour les articles homonymes, voir Nagasawa.
Hidetoshi Nagasawa (長澤 英俊, Nagasawa Hidetoshi) est un peintre, sculpteur et architecte japonais du XXe siècle, né le 30 octobre 1940 à Tonei (Mandchourie) et mort le 24 mars 2018 à Milan (Italie). Il est actif en Italie dès 1967.

## Biographie

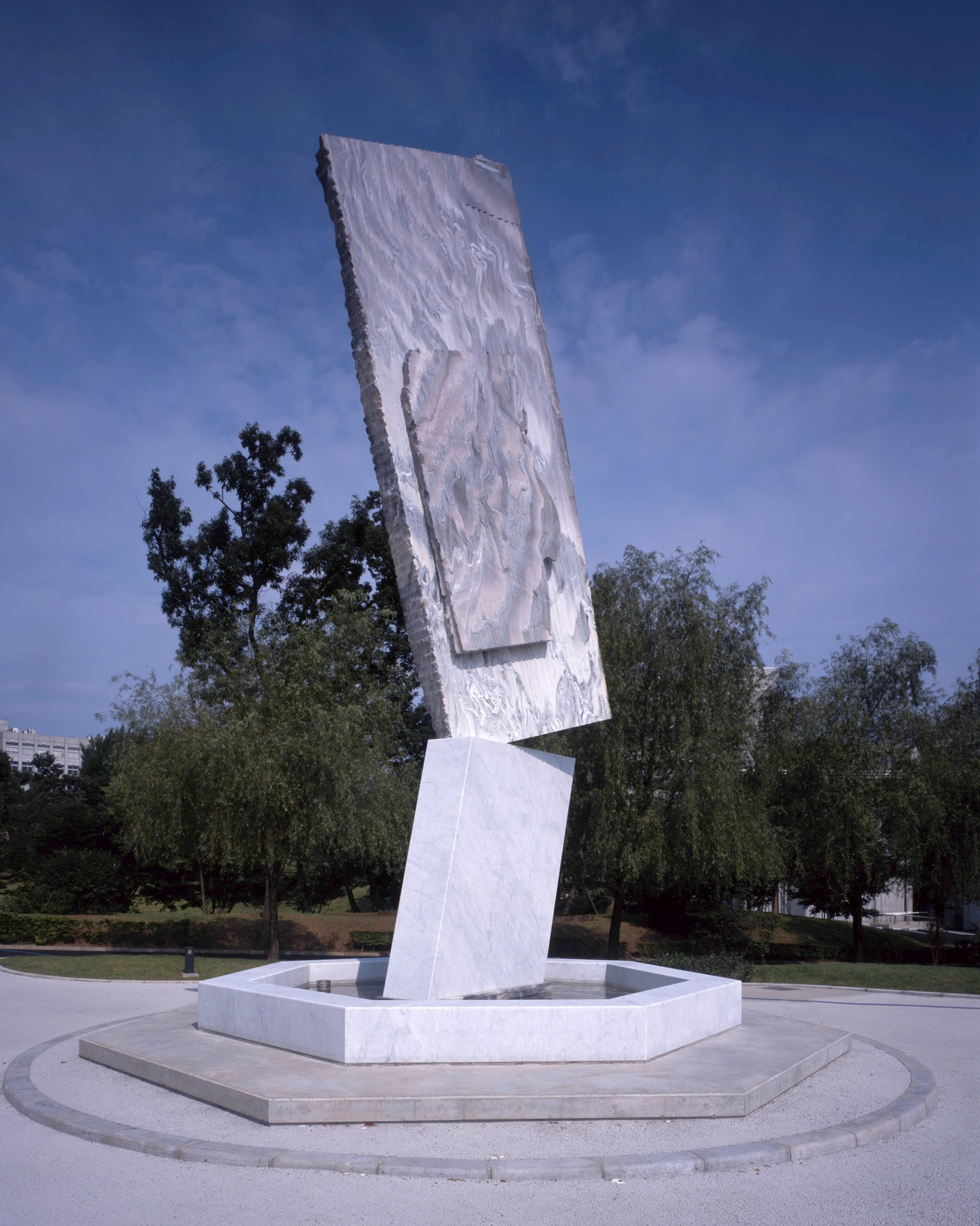
Tindari (2007).

Hidetoshi Nagasawa poursuit ses études à l'université des beaux-arts Tama de Tokyo, puis vient en Europe et s'installe à Milan, où il travaille avec Fabro, membre de l'Arte Povera.

Il participe à des expositions collectives : en 1970 Guggenheim New York ; en 1971 à Rome et Innsbruck ; en 1972 Biennale de Venise ; en 1973 Biennale de Paris.

Il montre ses œuvres dans des expositions personnelles : en 1969 à Brescia, et depuis 1970 régulièrement à Milan ; 1971 à Rome; et Bologne en 1972.

Il débute avec des œuvres conceptuelles. Renouant par la suite avec une expression directe de la nature, il redonne un sens presque artisanal à la sculpture, privilégiant les matériaux bruts et intégrant des conceptions spécifiquement orientales. Le corps humain tient un rôle important dans ces œuvres, ainsi que le thème de l'entre-deux, notamment du voyage, passage d'un lieu à l'autre d'un état à l'autre. Il travaille à partir de formes élémentaires : cercle, ligne, tant dans ses sculptures posées au sol ou s'appuyant contre le mur, que dans ses peintures. Il réalise aussi des bandes vidéos.